# Parc du château de Nymphenburg
Le parc du château de Nymphenburg à Munich fait partie des plus beaux et les plus importants exemples de conception de jardins en Allemagne. Intégré avec les bâtiments du palais, les pavillons d'entrée du Grand Cercle et le vaste paysage du parc forment l'ensemble de la résidence d'été des ducs et rois bavarois, située dans le quartier moderne de Munich Neuhausen-Nymphenburg. Le site est un monument du patrimoine culturel, un Paysage Protégé et une zone Natura 2000,,.
La juxtaposition d'éléments de jardins à la française et de parc à l'anglaise est considérée comme un chef-d'œuvre de conception de jardin et le complexe spacieux de palais et de parc a toujours été une attraction populaire pour les résidents et les touristes. A l'est, le parc jouxte les bâtiments du palais et le Grand Cercle. Au sud et à l'ouest, le parc est en grande partie entouré par le mur d'origine du jardin et borde le jardin botanique de Munich au nord et au-delà de Menzinger Straße, la périphérie du parc se confond en partie avec la forêt de Kapuzinerhölzl,.
Les jardins à la française du château de Vaux-le-Vicomte et du château de Versailles ont été les modèles du jardin classique originel. La forme actuelle est le résultat de la refonte décisive de Friedrich Ludwig Sckell à partir de 1799. Le parc à l'intérieur des murs a une superficie de 180 hectares, la superficie de l'ensemble du complexe est de 229 hectares,.

## Histoire
Les conceptions des jardins baroques originaux avaient été largement calquées sur les jardins à la française de Vaux-le-Vicomte et de Versailles. L'aménagement moderne du parc est le résultat d'une refonte fondamentale par Friedrich Ludwig Sckell, à partir de 1799.
Le jardin se compose de la grande partie paysagée à l'ouest et de la zone aménagée près du château. Le canal central divise le paysage du parc en une zone nord et une zone sud. L'approvisionnement en eau provient de la rivière Würm via le canal Pasing-Nymphenburg. L'eau est détournée vers l'est et le nord-est via deux canaux et vers le nord via le Hartmannshofer Bach.
Dans la partie nord, il y a le lac Pagodenburger See avec le pavillon Pagodenburg, dans la partie sud le lac Badenburg See avec le temple d'Apollon et le pavillon Badenburg. La Maison fontaine verte avec les roues hydrauliques et les pompes à pression pour les fontaines du jardin se trouve dans la partie sud du parc. Le pavillon d'Amalienburg détermine la partie sud-est du parc.
La naissance du prince électeur Max Emmanuel de Bavière de la noble famille Wittelsbach en 1662 fut l'occasion de construire un château avec un jardin entre les villages de Neuhausen et Obermenzing en cadeau pour la jeune mère, l'électrice Henriette Adélaïde de Savoie. La première pierre du « Schwaigbau zu Nymphenburg » a été posée en 1664. Contrairement à une idée reçue largement répandue, le nom italien « Borgo delle Ninfe » a été créé pour la première fois au XIXe siècle. Le complexe a été conçu comme un palais de plaisance dans le style des villas de campagne italiennes ; le complexe du palais baroque, qui pouvait servir de résidence d'été et d'alternative à la Résidence de Munich, siège du gouvernement, n'a été agrandi qu'une génération plus tard sous Max Emmanuel. Le modèle était le pavillon de chasse piémontais La Venaria, dont l'architecte Amedeo Castellamonte (1613-1683) a fourni les premiers projets de Nymphenburg. Agostino Barelli a été employé comme premier architecte et l'architecte de la cour Markus Schinnagl en tant que directeur du site. Les travaux ont commencé par la construction d'un bâtiment de château de forme de carrée et la création d'un jardin à l'ouest du château. C'était un petit parterre de conception italienne.
Entre 1701 et 1704, des modifications et des extensions du jardin dans le style baroque français sont réalisées par Charles Carbonet. Cela s'accompagna de la construction du canal et de l'approvisionnement en eau apportée par la Würm. Le dessin fut réalisé à partir de 1715 par Dominique Girard, qui avait auparavant travaillé dans les jardins de Versailles créés par André Le Nôtre, et Joseph Effner, élève de Germain Boffrand. A la manière des modèles français, des allées rectilignes sont tracées, des rangées d'arbres et des arcades sont plantées, ce qui structure rigoureusement le jardin.
À partir de 1715, Max Emmanuel fait transformer la forêt qui jouxte le parc du château, presque jusqu'au lac de Starnberg, en parc de chasse au cerf. Comme à l'intérieur du parc, mais à plus grande échelle, des allées sont créées et trois pavillons de chasse sont construits.
Le changement décisif de la forme actuelle du jardin a été initié par la refonte de Friedrich Ludwig Sckell. Sckell avait précédemment réalisé une fusion harmonieuse des styles de jardin français et anglais avec sa conception du jardin du château de Schwetzingen. Les travaux à Nymphenburg ont pris plus de temps en raison de la taille du jardin. À partir de 1799, Sckell a d'abord conçu le jardin du prince héritier délimité comme un jardin spécial. La création d'un vaste parc paysager sur le modèle anglais a commencé en 1804 avec la partie sud du parc, achevée en 1807, et s'est terminée avec la partie nord en 1810-1823.
Cependant, contrairement à Lancelot Brown en Angleterre, qui a créé de vastes parcs paysagers en détruisant les jardins baroques, Sckell a procédé avec plus de prudence. Il a conservé le parterre côté jardin du château ainsi que l'axe central avec le canal et la cascade finale. De cette façon, il a réussi à subdiviser discrètement le parc en deux zones paysagères de taille comparable, chacune avec son propre caractère, auxquelles deux lacs conçus par Sckell ont apporté une contribution significative.
Cette astuce fait du parc de Nymphenburg un exemple de synthèse de deux formes de jardin fondamentalement différentes : le jardin classique français ordonné, qui met en valeur la nature par le biais de l'art, avec le parc paysager anglais, qui met en scène le libre jeu de la nature. Le jardin a été ouvert au grand public en 1792 sous l'électeur Karl Theodor.

### Après la fin de la monarchie
À l'origine, les allées, le château circulaire, le château principal et le jardin formaient un ensemble qui s'étendait sur plus de trois kilomètres dans le sens est-ouest et se situait loin des portes de Munich. La croissance de la ville a permis aux bâtiments et au réseau routier d'avancer de plus en plus près dans les environs. Avec la construction du large pont Ludwig Ferdinand sur le canal de Nymphenburg, la construction de bâtiments résidentiels le long de l'allée nord et sud du château et la construction d'une ligne de chemin de fer à l'ouest, le parc et le château ont été complètement absorbés et sont devenus une partie de Munich.
Après l'abolition de la monarchie bavaroise en 1918, le parc et le palais sont devenus une partie des Anciens Domaines de la Couronne et ont été administrés par l'État. Avec la fin de la République de Weimar, les nazis s'emparent des lieux. Depuis l'été 1936, la revue La Nuit des Amazones, avec chevaux et danseuses, est représentée. Après l'appropriation violente de l'église du monastère dans l'aire de l'orangerie, un musée de la chasse est ouvert dans cette partie du château en octobre 1938. La direction du groupe local du NSDAP a reçu un bunker souterrain. Pendant la Seconde Guerre mondiale, le palais principal et l'Amalienburg ont reçu un camouflage pour se protéger des raids aériens, les surfaces claires des allées ont été assombries et des parties du canal central ont été recouvertes. Les bassins d'eau du côté ville du château ont également été remplis plus tard. L'église du château, le parvis, le Badenburg et la Grande Cascade ont été détruits ou gravement endommagés par les bombes, des dommages ont également été causés au groupe de personnages de Pan et aux arbres du parc. Les soldats de l'occupation ont fait exploser un vieux bâtiment au sud de la Grande Cascade, qui avait été utilisé comme arsenal.
La réparation des structures et la restauration du jardin progressent lentement. Bien que la restauration ait été effectuée selon les modèles historiques, un certain nombre de pertes n'ont pas été compensées. Le terrain de sport à l'extrémité sud du parc, aménagé avant la Seconde Guerre mondiale, représente un empiétement important et continu sur le parc.
Lors des Jeux olympiques d'été de 1972, des épreuves d'équitation se déroulaient dans les jardins du palais, notamment les compétitions de dressage. Les statues ont été déplacées, un manège et des tribunes ont été construits comme installations temporaires et les dépendances du château ont été utilisées comme écuries.

## Les allées
Les avenues d'accès nord et sud accompagnent le canal qui relie la ville au château. Elles sont la seule partie d'un système d'avenues en forme d'étoile prévu par Joseph Effner pour une ville baroque idéale (« Carlstadt ») . En outre, il était prévu de relier les trois résidences d'été de l'électeur (Nymphenburg, château de Schleissheim et château de Dachau (de)) par des canaux, d'une part pour que la société courtoise puisse passer d'un plaisir à l'autre en gondole, d'autre part - à l'instar du modèle néerlandais - comme voie de transport pour les produits agricoles et les matériaux de construction.
Les très longues allées du château le long du canal servaient à afficher le pouvoir absolutiste. Le trajet était censé impressionner les invités princiers : le visiteur qui s'approchait du château par l'est en calèche remarquait que la toile de fond croissante du bâtiment dénotait sa grandeur.

## Les parterres
Le parterre est un élément du jardin à la française encore visible aujourd'hui. Au cours de la refonte du parc par Sckell, il a été simplifié, mais a conservé sa taille d'origine : en 1815, un parterre de broderie en six parties a été transformé en une pelouse en quatre parties avec une bordure fleurie. La vue du spectateur debout sur les marches du château est dirigée à travers le parterre avec la fontaine centrale du jardin jusqu'à l'axe de l'eau.
Aujourd'hui, le parterre est divisé en quatre bordures, dont ceux à l'est, face au château, sont nettement plus longs que ceux à l'ouest. Ce raccourcissement de perspective crée une profondeur spatiale supplémentaire, vue depuis les escaliers du château, effet qui est renforcé par la fontaine. Le parterre est aménagé à la manière d'un parterre à l'angloise avec pelouse, qui est bordé d'une rangée de fleurs. 

## Le jardin du Prince héritier
Le Kronprinzengarten (Ludwigsgarten) rectangulaire se trouve au nord-est de l'Amalienburg. Il s'agissait de la première œuvre de Sckell à Nymphenburg, qui créa en 1799 ce jardin maniable, qui présente déjà les caractéristiques du style de jardin anglais, pour le jeune Louis Ier. Le Pavillon a également été construit pour lui, une structure en bois à deux étages, dont la partie principale octogonale comporte deux pièces avec le même plan sur les deux étages. Du porche, qui est populairement connu comme la « maison de la sorcière », un escalier mène au premier étage. Sa peinture extérieure doit donner l'impression d'une ruine artificielle. Les murs à l'intérieur sont décorés de papier peint imprimé à la main. Un petit ruisseau émerge entre les pierres comme s'il venait d'une source rocheuse naturelle ; il est alimenté par l'eau du canal sud via un aqueduc en pente. Le jardin est séparé du reste du jardin Amalienburg par une clôture en bois. Le jardin du prince héritier a été restauré en 1982-83.

## Les jardins d'agrément
Il y a trois jardins d'agrément au nord du parterre de jardin. Ils bordent les anciennes serres auxquelles ils sont spatialement liés. Ces jardins fleuris ont été conçus par Friedrich Ludwig Sckell comme des jardins à la française (1810-1820), dont la régularité doit contraster avec le parc paysager.

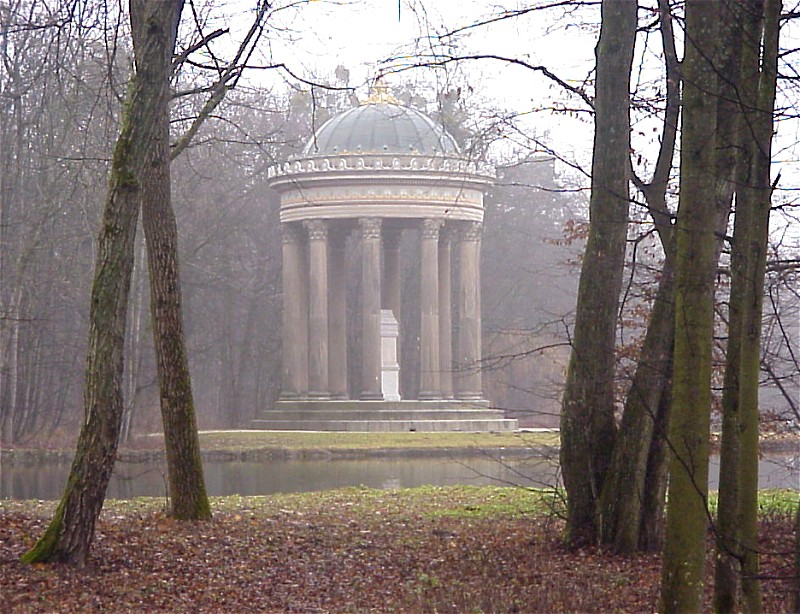
Temple d'Apollon

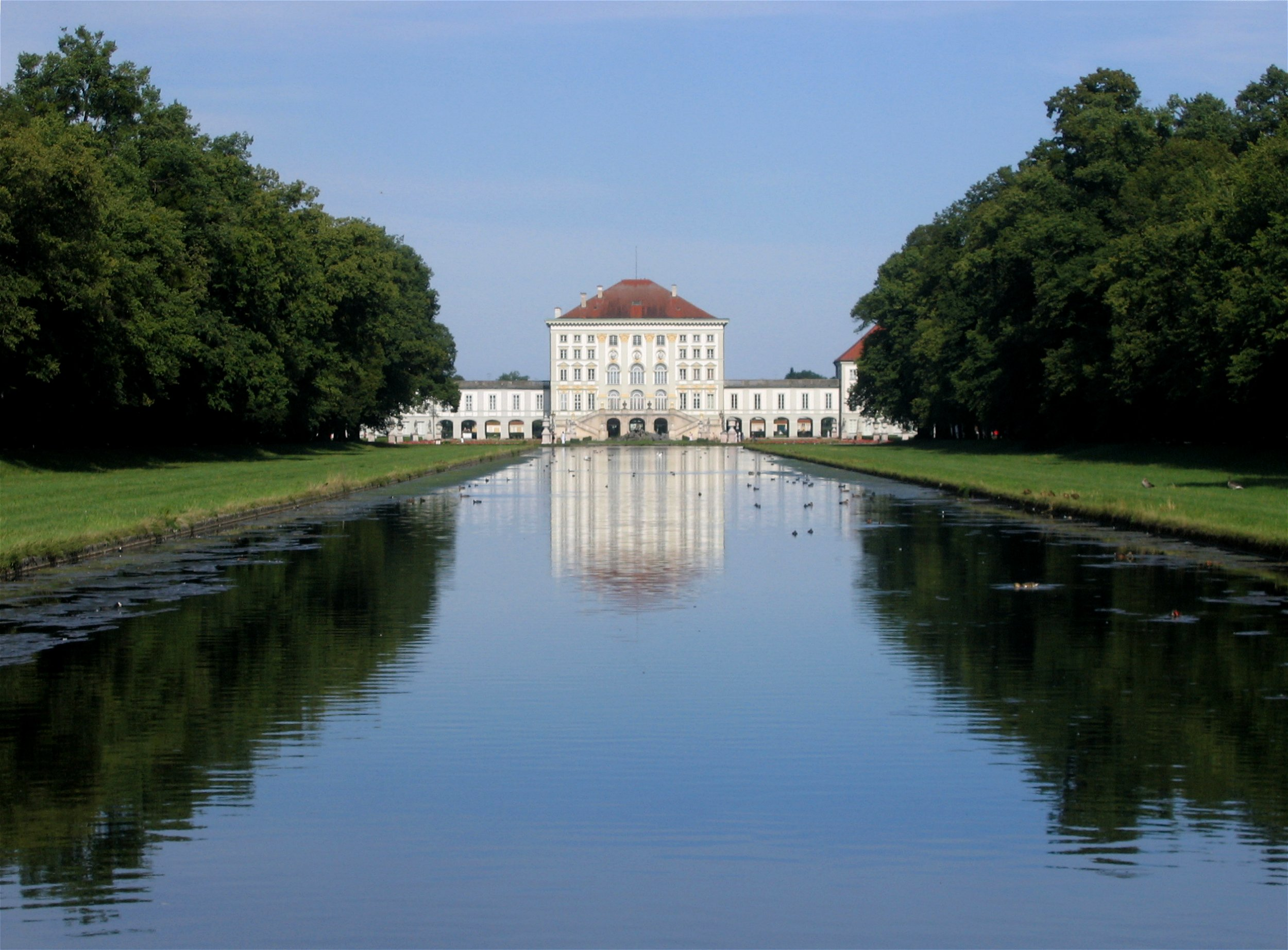
Vue le long du canal central

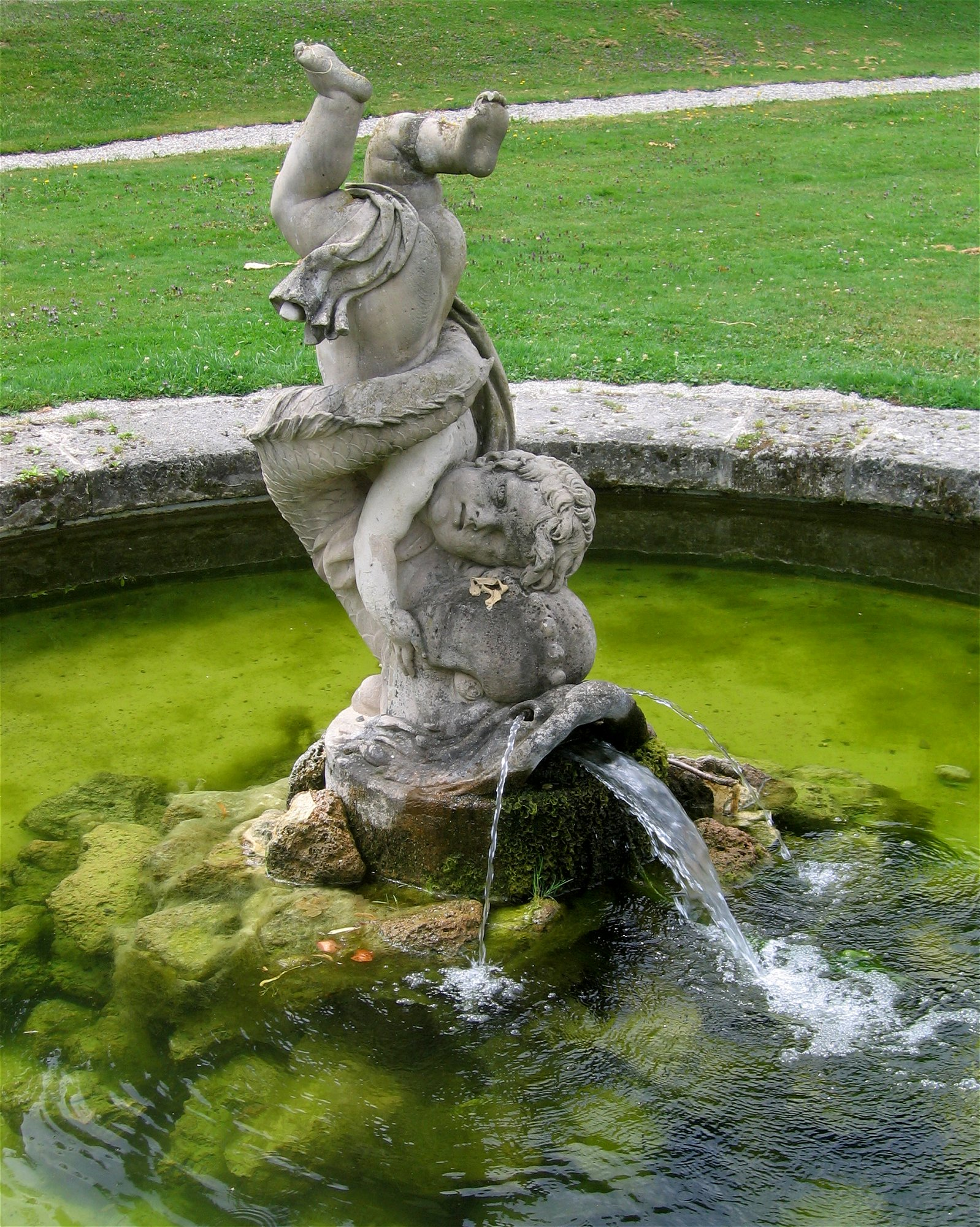
Garçon entraîné par un dauphin, Peter Lamine (1816)

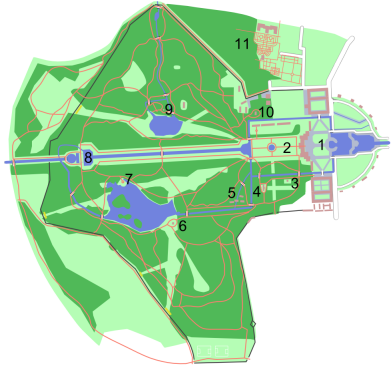
Parc du château de Nymphenburg, vue d'ensemble : 1 palais, 2 parterre de jardin avec fontaine, 3 jardin du prince héritier avec pavillon, 4 Amalienburg, 5 village avec Brunnhaus (maison de la fontaine), 6 Badenburg, 7 temple d'Apollon, 8 grande cascade, 9 Pagodenburg, 10 Magdalenenklause, 11 Jardin botanique

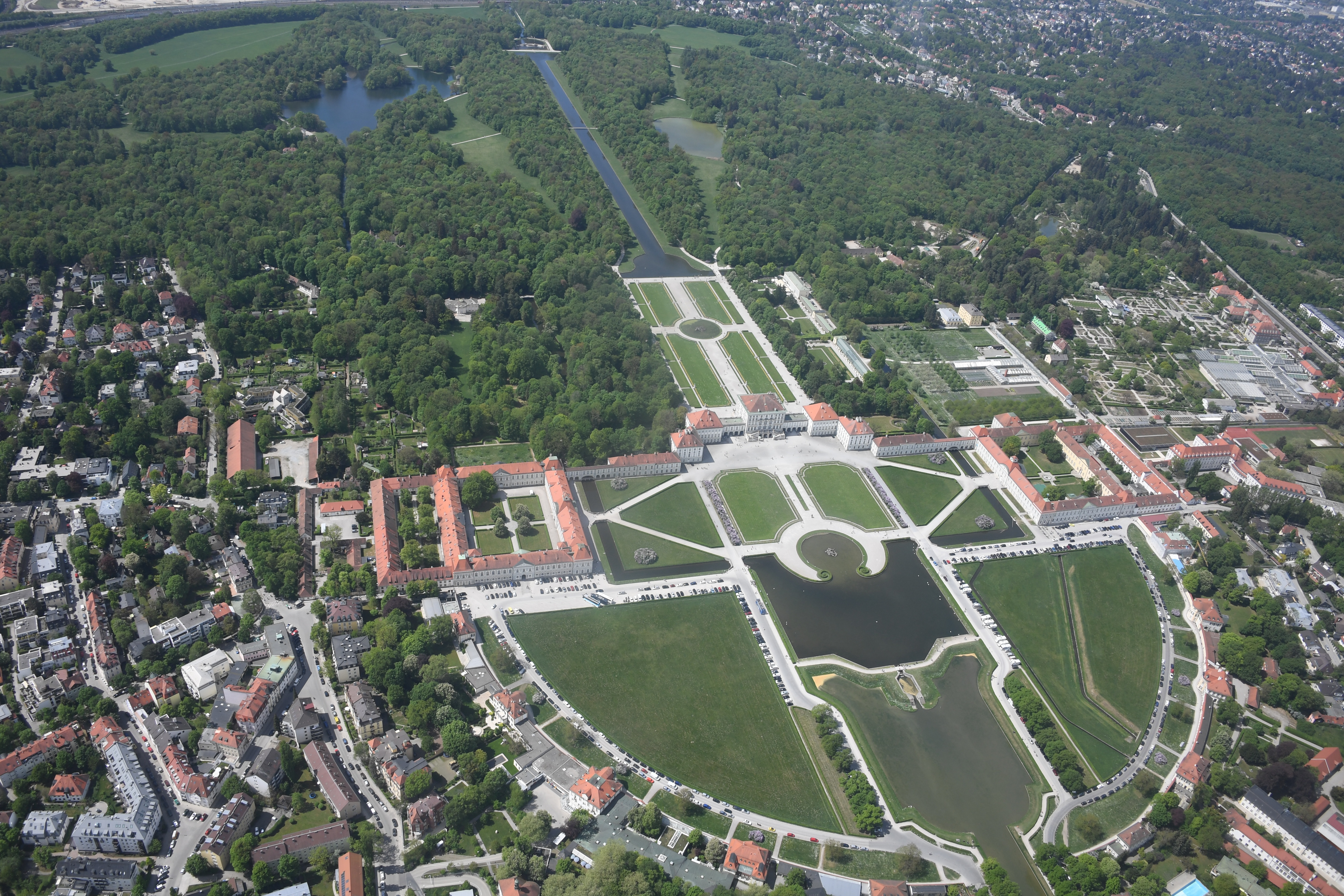
Image aérienne du parc du château de Nymphenburg

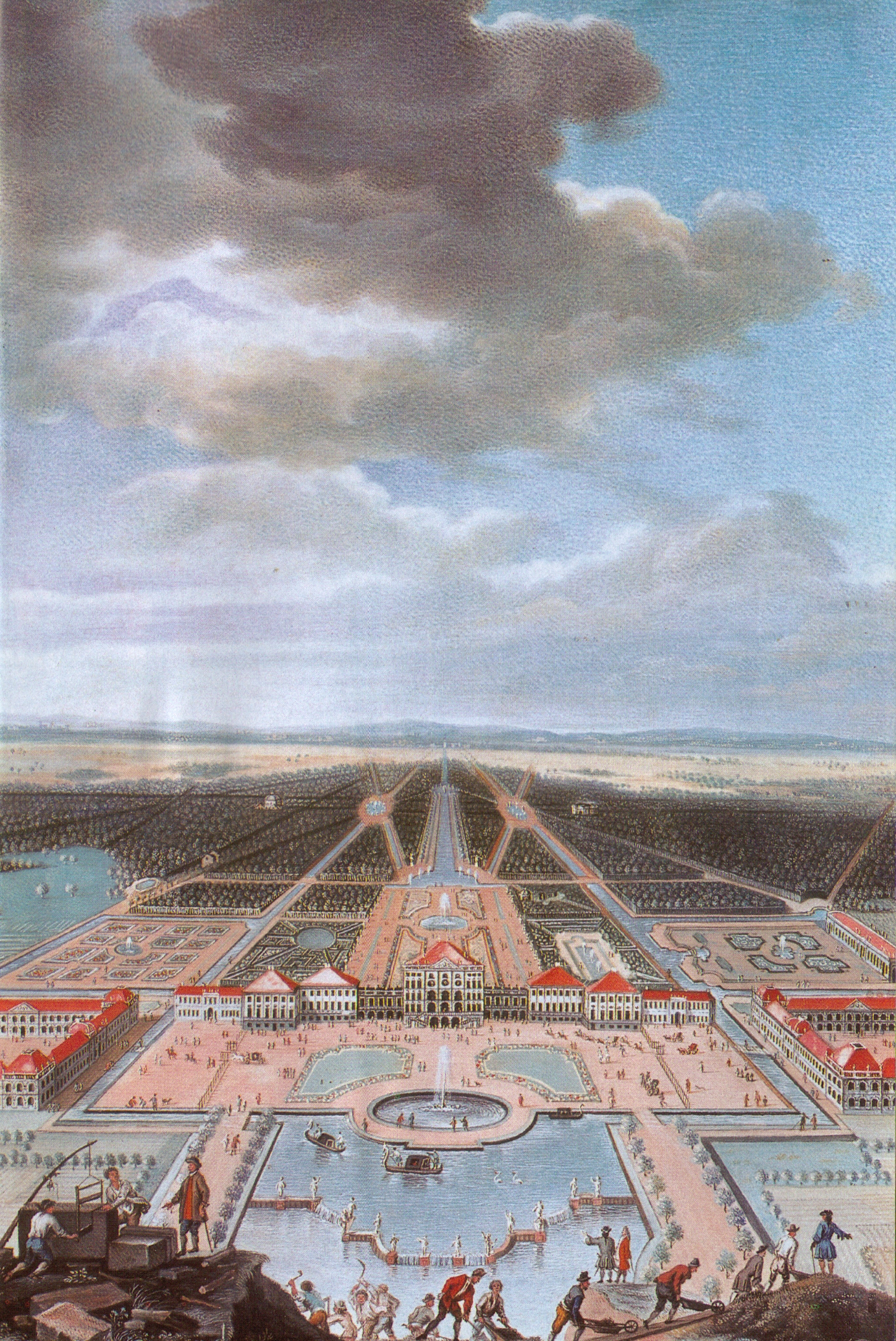
Vue à vol d'oiseau du château et du parc de Nymphenburg, miniature de Maximilian de Geer, vers 1730

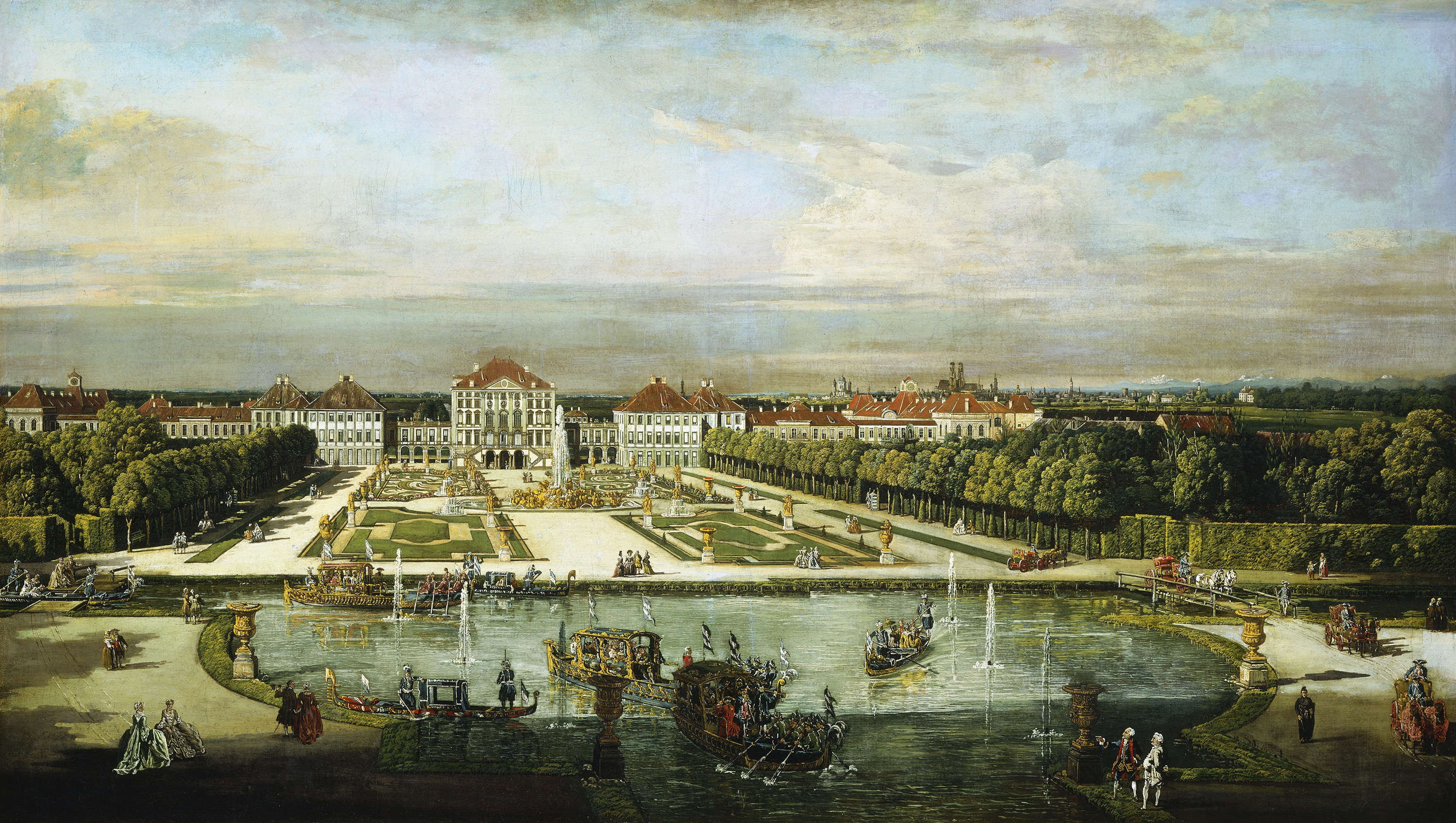
Château de Nymphenburg et le grand parterre de l'ouest, vers 1761

## Les pavillons
Les châteaux du parc ne sont pas de simples bâtiments pour le personnel, mais des palais de plaisance avec des chambres confortables qui représentent des joyaux architecturaux. Le Pagodenburg se dresse sur le petit lac du nord, le Pagodenburger See. Le Badenburg est situé sur le plus grand lac du sud, également connu sous le nom de lac de Badenburg. L'Amalienburg, le plus grand des pavillons, est au centre d'une partie rectangulaire du jardin jouxtant le parterre au sud.

### Le Badenburg
Le Badenburg est situé à l'extrémité sud-est du Grand Lac. La structure domine une partie du lac car elle est intelligemment insérée dans un axe visuel et peut également être vue du nord. Le château a été construit par Joseph Effner entre 1718 et 1722. C'était le premier grand bâtiment en Europe depuis des siècles à être utilisé uniquement dans le but de pouvoir profiter d'une salle de bains confortable. Lors de la restauration de 1983 à 1984, le toit en bardeaux de bois et la palette de couleurs jaune ocre du bâtiment ont été restaurés.

### Le Pagodenburg
Le Pagodenburg a été construit comme une maison de plaisance sous la direction de Joseph Effner de 1716 à 1719, selon la tradition, en utilisant un plan d'étage de Max Emmanuel. Dès 1767, une révision par François Cuvilliés l'Ancien eut lieu dans le style rococo. Le terme Pagodenburg est déjà utilisé dans les reportages contemporains et désigne la décoration intérieure selon la mode de la Chinoiserie. À cette époque, le terme pagode était compris comme désignant à la fois les temples païens d'Asie et les divinités qui y sont représentées. Ce dernier se retrouve également dans les peintures murales du rez-de-chaussée du Pagodenburg.

### L'Amalienburg
L'Amalienburg se trouve dans le jardin Amalienburg. Le bâtiment rococo d'un étage était un cadeau de l'électeur Karl Albrecht à son épouse Marie-Amélie. L'édifice qui porte son nom a été construit d'après les plans de François Cuvilliés l'Ancien de 1734 à 1739 comme pavillon de chasse pour la chasse au faisan. C'est un palais d'été typique de la période baroque tardive.

## Les lacs
Les deux lacs façonnent considérablement le parc Nymphenburg. Ce sont des plans d'eau artificiels qui ont été créés au cours de la refonte de Ludwig von Sckell. Déjà à l'époque baroque, il y avait deux petits étangs existants, liés aux pavillons de Badenburg et Pagodenburg. Sckell a ainsi poursuivi l'idée. L'excavation a fourni le matériau qui a été utilisé pour créer les vallées des prairies. Le plus grand des deux lacs s'appelle Badenburger See. Il est situé dans la partie sud du parc. Il doit son nom au pavillon Badenburg sur sa rive sud. Aménagé entre 1805 et 1807, sa superficie est de 5,7 hectares. Sur un promontoire au nord se trouve le temple d'Apollon, construit sous la forme d'un monopteros, qui domine la partie nord-ouest et est clairement visible de divers points du rivage. Il y a trois petites îles dans le lac.
Dans la partie nord du parc se trouve le petit lac, le Pagodenburger See. Achevé en 1813, il est déterminé par le Pagodenburg, qui est situé sur une île formée par un canal, qui occupe en grande partie la partie nord du lac et est accessible via deux ponts piétonniers. La superficie du lac comprenant l'île d'environ un hectare est de 2,9 hectares. L'eau alimente le ruisseau Hartmannshofer Bach, qui coule librement vers le nord à travers le Pagodenburger Tal, une belle prairie, et s'écoule 420 mètres plus au nord dans le Kugelweiher - une création typique de Sckell. L'entrée d'eau du lac est souterraine à partir du canal central, l'entrée était à l'origine camouflée comme une grotte rocheuse. Un barrage recouvert de bois épais protège le lac du sud au canal central supérieur.

## Canaux, écluses et ponts
Les canaux du parc font partie du canal de Nymphenburg, qui traverse une grande partie de l'ouest de Munich. Si le canal central rappelle les jardins à la française, l'ensemble du système est basé sur des modèles hollandais, notamment de Het Loo. La plupart des canaux pouvaient être navigués en bateau jusqu'en 1846. Des vestiges des écluses du XVIIIe siècle sont situés à l'Umflutkanal derrière la Grande Cascade et entre le village et l'Amalienburg dans le sud du canal du parc.
À l'origine, il y avait seize ponts basculants. Les ponts qui existent aujourd'hui sont plus récents (Nymphenbrücke 1902, Bogenbrücke 1903, Badenburgbrücke 1906, Ponts du Cygne 1969). Ils sont faits de béton, ont des décorations et des balustrades de pont astucieusement forgées. Ils ne peuvent pas être ouverts, et un passage en bateau n'est plus possible.

## Écologie
Le parc du château de Nymphenburg, avec ses divers éléments paysagers, a non seulement une signification culturelle et une fonction récréative importante, mais c'est aussi un habitat pour de nombreuses espèces végétales et animales. 17 espèces de mammifères et 175 espèces d'oiseaux ont été identifiées. La forêt mixte quasi naturelle avec de nombreux arbres très anciens doit être soulignée. Les parties de bois mort sont particulièrement précieuses, fournissant un espace de nidification et de vie aux espèces chronoxyles. Les cerfs vivent dans le parc depuis l'époque du terrain de chasse royal. Les autres mammifères sont le renard, les lapins et une petite population de putois. Quelques castors ont été recensés, et des hermines ont parfois été observées. La chauve-souris noctule et les chauves-souris pygmées y vivent.
Parmi les oiseaux nicheurs, le faucon hobereau (liste rouge : en voie de disparition), l'épervier, le martin-pêcheur (en voie de disparition), le moucherolle pie, la fauvette des bois et les chouettes cohabitent avec la chouette hulotte comme éminent représentant et figure de proue du parc. Le parc est un habitat important pour la migration des oiseaux ou comme quartiers d'hiver. En hiver, par exemple, le fuligule milouin (menacé d'extinction en Bavière) se reproduit. Presque chaque hiver, il y a aussi des jaseurs. Certains hivers, ces oiseaux du nord de l'Europe envahissent le sud de la Bavière par milliers, et le parc Nymphenburg est traditionnellement leur habitat hivernal le plus important.
Contrairement à sa disposition initiale, le parc du palais est maintenant complètement entouré de zones d'habitation en raison de l'avancée du développement urbain. Un échange biologique avec des populations extérieures est difficilement possible, à l'exception des oiseaux, des insectes volants et de quelques autres espèces très mobiles.
Le parc du château de Nymphenburg est une zone de protection du paysage. Il a également été signalé à l'Union européenne comme zone d'habitat faune-flore du réseau européen Natura 2000. Une proposition de la ville de Munich pour désigner une réserve naturelle est en place depuis 1987. Il y a plusieurs monuments naturels dans le parc : deux groupes de six ou neuf vieux ifs près de l'Amalienburg, ainsi que des arbres individuels remarquables. Les interventions humaines comme l'entretien des pelouses, les plantations artificielles et l'enlèvement de bois mort sont classées comme de faible intensité. La tonte des prairies est considérée comme positive pour la biodiversité.

## Dans les arts
La splendeur du jardin est visible dans deux tableaux du peintre italien du XVIIIè siècle Bernardo Bellotto. Le réalisateur Alain Resnais a tourné des plans intérieurs de l'Amalienburg et des vues du parc de Nymphenburg et Schleissheim dans son film L'année dernière à Marienbad (1961). L'intrigue du roman satirique Der Ruinenbaumeister de Herbert Rosendorfer (de) (1969) se déroule dans les sentiers forestiers sinueux du parc.

## Source de traduction
- (en) Cet article est partiellement ou en totalité issu de l’article de Wikipédia en anglais intitulé « Nymphenburg Palace Park » (voir la liste des auteurs).